# Домартен ле Валоа
Домартен ле Валоа (фр. Dommartin-lès-Vallois) насеље је и општина у североисточној Француској у региону Лорена, у департману Вогези која припада префектури Епинал.
По подацима из 2011. године у општини је живело 56 становника, а густина насељености је износила 11,36 становника/km². Општина се простире на површини од 4,93 km². Налази се на средњој надморској висини од 345 метара (максималној 406 m, а минималној 323 m).

## Демографија
| 1962. | 1968. | 1975. | 1982. | 1990. | 2011. |
| ----- | ----- | ----- | ----- | ----- | ----- |
| 48    | 50    | 51    | 41    | 41    | 56    |

График промене броја становника у току последњих година